# سیارک ۴۱۰۳
سیارک ۴۱۰۳ (به انگلیسی: 4103 Chahine، نامگذاری:1989EB) چهار هزار و صد و سومین سیارک کشف شده‌است که در ۴ مارس ۱۹۸۹ کشف شد.
قدر مطلق سیارک برابر ۱۱٫۲۰ است.